# Pseudodisparomitus australiensis
Pseudodisparomitus australiensis är en insektsart som beskrevs av Tim R. New 1984. Pseudodisparomitus australiensis ingår i släktet Pseudodisparomitus och familjen fjärilsländor. Inga underarter finns listade i Catalogue of Life.